# .cc
.cc je internetová národní doména nejvyššího řádu pro Kokosové ostrovy, australské teritorium.
Administraci obstarává eNIC, dceřiná společnost firmy VeriSign, která nabízí doménu k volné registraci jako „druhou .com“.

## Význam a využití
Doménu .cc preferuje mnoho církví a křesťanských organizací, protože „CC“ může být zkratkou pro „křesťanskou církev“ nebo „katolickou církev“. Některé open-source/open-hardwarové projekty, jako je projekt Arduino, používají pro své domovské stránky příponu .cc, protože „CC“ je také zkratka pro „Creative Commons“, jejíž licence se v projektech používají. Používá se také pro některé komunitní vysoké školy, ačkoli jiné domény, jako je .edu, jsou populárnější. 